# Communist Party of Great Britain (Marxist-Leninist)

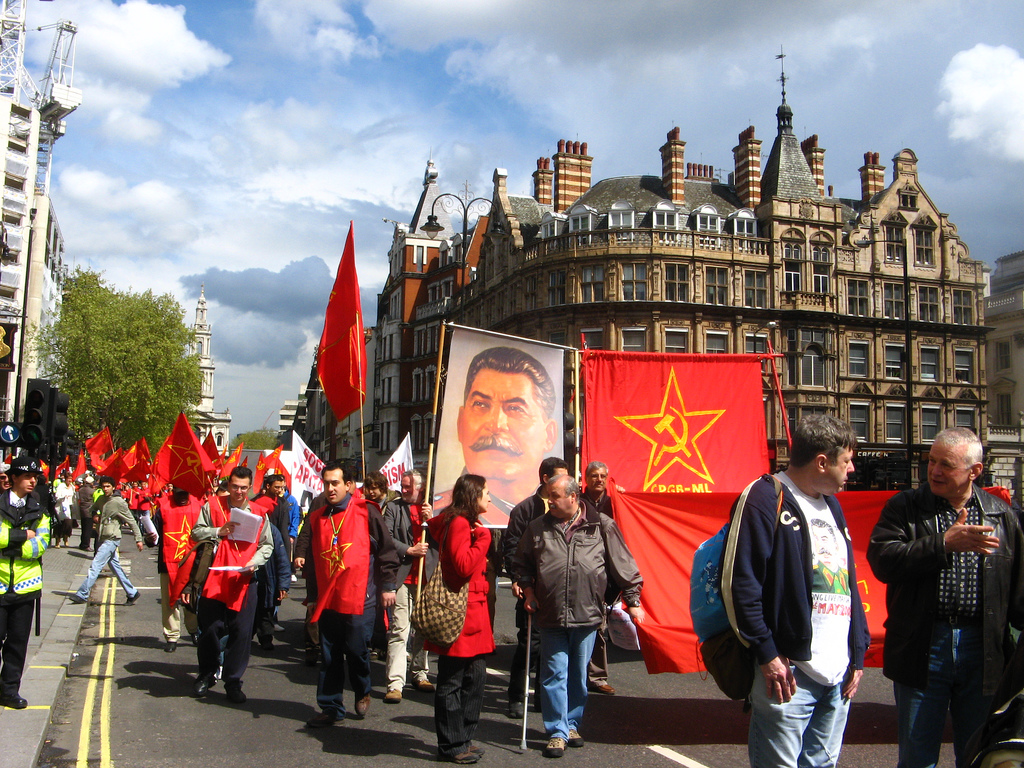
Die CPGB-ML bei der 1.-Mai-Demonstration in London (2008)

Die Kommunistische Partei Großbritanniens (Marxisten-Leninisten) (englisch Communist Party of Great Britain (Marxist-Leninist), kurz CPGB-ML) ist eine kommunistische Partei in Großbritannien. Ihr Jugendverband ist die „Red Youth“ (dt. Rote Jugend). Ihr Organ ist die zweimonatlich erscheinende Zeitschrift „Proletarian“.

## Geschichte
Die Partei wurde am 3. Juli 2004 in London von ausgeschlossenen Mitgliedern der Socialist Labour Party, die einer marxistisch-leninistischen Politik folgen und politisch mit der Sozialdemokratie brechen wollten, gegründet. Im Jahre 2010 erfolgte die Gründung des Jugendverbandes „Red Youth“.

## Ideologie
Die CPGB-ML ist „eine Partei, die unverhohlen auf dem Marxismus-Leninismus, dem Klassenkampf und dem proletarischen Internationalismus gründet“, eine „Partei leninistischen Typus“.
Sie beruft sich auf die gesellschaftspolitischen und wirtschaftlichen Ideen von Marx, Engels, Lenin und Stalin. In diesem Sinne sieht sie auch mit dem Tode Stalins und dem XX. Parteitag der KPdSU den Beginn des Revisionismus in der Sowjetunion, der für sie durch die anschließenden Wirtschaftsreformen und die Kritik an und Abkehr von Stalins orthodox-kommunistischer Politik gekennzeichnet ist und rechtfertigt die Politik der KP Chinas und der Partei der Arbeit Albaniens während der 1960er-Jahre. Der Zusammenbruch des Ostblocks wird dennoch als „schmerzhafte Erfahrung“ beurteilt: „Wir müssen sehen, dass nach der Konterrevolution Kriege in einem völlig neuen Maße geführt werden – gerade nicht nur gegen die Dritte Welt, sondern auch in Europa, nämlich in Jugoslawien. Und wir haben eine ganz neue Dimension der Unterdrückung der Arbeiterklasse im eigenen Land.“
Die Labour-Partei ist ihrer Meinung nach „eine bürgerliche Partei, sie ist Partei des Imperialismus, sie ist eine Partei, die zuhause die werktätigen Menschen attackiert und im Ausland Krieg gegen unterdrückte Völker führt.“ Die CPGB-ML meint, die anderen kommunistischen Parteien in Großbritannien unterstützten die Labour, „und deshalb haben wir wirklich nicht viel mit den anderen kommunistischen Parteien gemeinsam.“
Die gegenwärtige Weltwirtschaftskrise gilt der CPGB-ML als „Todeskampf des Kapitalismus“, ausgelöst durch eine große Überproduktionskrise, die die sozialen Missstände nur noch weiter verschärfe. „Nun wird unsere relative Sicherheit an ein Ende kommen und es scheint gut möglich, dass die arbeitenden Massen Britanniens, Europas, der USA und Japans in ein Elend von Dritte-Welt-Ausmaßen gestürzt werden. … Je länger die arbeitenden Menschen dem Kapitalismus erlauben zu bleiben, desto mehr werden leiden.“
Die Aufgabe der Kommunisten sei es, „sozialistisches Bewusstsein in die [Arbeiter-]Bewegung zu tragen, die vielfältigen Kämpfe zu bündeln und aufzuzeigen, dass sich ihr gemeinsames Ansinnen gegen den Kapitalismus richtet.“

## Mitglieder
Die Partei soll einem 2008 verfassten Bericht der rivalisierenden Kommunistischen Partei Britanniens zufolge weniger als 50 Mitglieder gehabt haben.

## Engagement in Bewegungen
Die CPGB-ML unterstützt die irische Unabhängigkeitsbewegung. Parteimitglieder sind außerdem in ihren jeweiligen Gewerkschaften und Rentner-Kampagnen aktiv.
Die CPGB-ML war ferner bis zu ihrem Ausschluss im Herbst 2011 auch in der „Stop the War Coalition“ tätig.

## Außenpolitik
Die CPGB-ML bezeichnet sich als „einzige konsequent antiimperialistische Partei in Britannien“. Daraus leitet sie ihre Unterstützung Syriens, der Hisbollah, des Iran, der Hamas; der militanten nepalesischen Maoisten; Simbabwes; Nordkoreas, Kubas, Venezuelas sowie der Volksrepublik China ab. Außerdem befürwortet sie die Unabhängigkeit Abchasiens und Südossetiens.
Die Partei der Arbeit Koreas und die CPGB-ML unterhalten enge und freundschaftliche Beziehungen zueinander, was unter anderem in mehreren Besuchen hochrangiger Delegationen der CPGB-ML, zuletzt im April 2012, zum Ausdruck kam. Im Juni 2012 wurde eine vom Parteivorsitzenden Harpal Brar geleitete Delegation von Vertretern der KP Kubas empfangen.
Darüber hinaus unterstützte die CPGB-ML seinerzeit den Widerstand gegen die US-Besatzer im Irak, den ehemaligen Präsidenten von Honduras, Manuel Zelaya sowie 2011 das Gaddafi-Regime Libyens, dem sie während des Besuches einer von Parteichef Harpal Brar angeführten Delegation in Tripolis demonstrativ den Rücken stärkte.

## Bekannte Mitglieder
Harpal Brar ist langjähriger Vorsitzender der Partei gewesen, die jetzige Parteivorsitzende Ella Rule war langjährige Sekretärin für internationale Angelegenheiten der Partei. Der ehemalige Generalsekretär Zane Carpenter wirkt mittlerweile als einer der stellvertretenden Vorsitzenden der Partei.